# Homocea
Homocea es una comuna ubicada en el distrito de Vrancea, Rumania.

## Superficie
Posee una superficie de 47,90 kilómetros cuadrados.

## Demografía
Hasta 2021 la población era de 7312 habitantes, con una densidad de población de 152,7 habitantes por kilómetro cuadrado.